# Marmaroxylon dinizii
Marmaroxylon dinizii är en ärtväxtart som först beskrevs av Adolpho Ducke, och fick sitt nu gällande namn av Maria de Lourdes Rico. Marmaroxylon dinizii ingår i släktet Marmaroxylon och familjen ärtväxter. Inga underarter finns listade i Catalogue of Life.